# Claus Jensen
Claus William Jensen (Nykøbing Falster, 29 aprile 1977) è un ex calciatore danese, di ruolo centrocampista.